# George Frost Kennan
George Frost Kennan (Milwaukee, 16 febbraio 1904 – Princeton, 17 marzo 2005) è stato un diplomatico, storico, ambasciatore e studioso di scienze politiche statunitense.
Conosciuto come "il padre della politica del containment", fu figura chiave durante il periodo di emergenza della guerra fredda. Fu autore di memorie e studi sulle relazioni tra la Russia e le potenze occidentali.
Alla fine degli anni quaranta i suoi scritti ispirarono la dottrina Truman e la politica estera degli Stati Uniti volta a "contenere" l'Unione Sovietica, portandolo a un lungo ruolo di autorità nel campo della guerra fredda. Il suo lungo telegramma da Mosca nel 1946, e il successivo articolo del 1947 dal titolo Le origini della Condotta Sovietica affermavano che il regime sovietico era inerentemente espansionista e che la sua influenza doveva essere "contenuta" nelle aree di vitale valore strategico per gli Stati Uniti. Questi scritti divennero dei testi fondamentali nel periodo della guerra fredda, poiché esprimevano la politica anti-sovietica dell'amministrazione del presidente Truman. Kennan giocò anche un ruolo fondamentale nello sviluppo dei programmi e delle iniziative sorte in funzione della guerra fredda e note come Piano Marshall.
Subito dopo l'adozione della sua dottrina da parte della politica ufficiale statunitense, Kennan incominciò a criticare le politiche che ne avevano apparentemente aiutato lo sviluppo. A metà del 1948 egli manifestò la convinzione che la situazione in Europa occidentale era giunta a un punto tale che non fosse più possibile portare avanti dei negoziati con Mosca. I suoi suggerimenti non vennero accolti dall'amministrazione Truman, e l'influenza di Kennan divenne sempre più marginale, soprattutto dopo la nomina di Dean Acheson come Segretario di Stato nel 1949. Quando la strategia americana sulla guerra fredda assunse un tono eccessivamente militaristico, Kennan sostenne che esso fosse frutto di una distorsione del suo pensiero.
Nel 1950 Kennan lasciò il Dipartimento di Stato, eccezion fatta per due brevi missioni diplomatiche a Mosca e in Jugoslavia, e divenne leader della critica realistica alla politica estera degli Stati Uniti. Continuò a essere un autore fondamentale nel campo delle relazioni internazionali come membro dell'Institute for Advanced Study dal 1956 fino alla sua morte, avvenuta all'età di 101 anni nel marzo del 2005.

## Biografia

### Giovinezza e carriera
Kennan nacque a Milwaukee, nel Wisconsin. Studiò all'Accademia Militare di St. John a Delafield e arrivò alla Princeton University alla fine del 1921. Poco avvezzo all'ambiente scolastico proprio della élite dell'East Coast, il timido e introverso Kennan trascorse con molte difficoltà il suo periodo scolastico fino al diploma del 1925. Kennan tentò di studiare alla scuola di legge dopo il diploma ma poiché era troppo costoso per lui decise di entrare agli Affari Esteri. Dopo aver superato gli esami, entrò al servizio degli Affari Esteri, dove partecipò a missioni in Svizzera, Germania, Estonia, Lituania, e Lettonia.
Nel 1928 Kennan si unì alla Divisione per gli Affari dell'Europa dell'Est del Dipartimento di Stato, e nel 1929 incominciò un suo programma sulla storia, la politica e lingua russa all'Università di Berlino Est. Da allora, egli avrebbe seguito le orme del cugino di un suo nonno, l'esploratore George F. Kennan, il quale era un noto esperto della Russia Imperiale nel XIX secolo e fu autore dell'opera Siberia and the Exile System del 1891. Nel frattempo Kennan studiò un gran numero di lingue, tra le quali il russo, il tedesco, il francese, il polacco, il ceco, il portoghese e il norvegese.
Quando gli Stati Uniti aprirono legami diplomatici con l'Unione Sovietica nel 1933, dopo le elezioni di Franklin D. Roosevelt, Kennan accompagnò l'ambasciatore statunitense William C. Bullitt a Mosca. A metà degli anni trenta, Kennan fu tra gli esperti sulla Russia dello staff dell'ambasciata americana a Mosca, tra i quali si annoveravano anche Charles E. Bohlen e Loy W. Henderson. Questi personaggi avrebbero influenzato a lungo Robert F. Kelley a capo della Divisione per gli Affari dell'Europa dell'Est del Dipartimento di Stato. Essi erano convinti che ci fossero scarse fondamenta per una possibile cooperazione con l'Unione Sovietica, anche alla luce di alleanze contro potenziali minacce come la Germania nazista. Nel frattempo Kennan seguì da vicino la Grande Purga di Stalin, che avrebbe influenzato il suo punto di vista sulle dinamiche interne del regime sovietico per il resto della sua vita.
Allo scoppio della seconda guerra mondiale nel 1939, Kennan venne assegnato a Berlino. Nell'aprile del 1941 egli scriveva: «Non si può dire che la politica della Germania sia motivata da un sadistico desiderio di vedere altri popoli soffrire sotto il dominio tedesco. Al contrario, i tedeschi sono attenti che i loro sudditi siano felici di essere governati da loro.» Egli venne internato per sei mesi dopo che gli Stati Uniti entrarono in guerra nel dicembre del 1941. Durante l'ultima fase del 1943 e gli inizi del 1944, fu consigliere della delegazione statunitense alla Commissione Consultiva Europea, che lavorò per preparare la politica degli alleati in Europa.

### Kennan e la guerra fredda

#### Il "lungo telegramma"
Kennan venne inviato come vice-capo della missione statunitense a Mosca dal luglio 1944 all'aprile 1946. Al termine della missione, Kennan inviò un telegramma di 5.300 parole da Mosca al Segretario di Stato James Byrnes, sottolineando la necessità di una nuova strategia da seguire nelle relazioni diplomatiche con l'Unione Sovietica. Al «...fondo del nevrotico punto di vista del Kremlino sulle vicende mondiali - scrisse Kennan - c'è la tradizionale e istintiva insicurezza Russa.» Dopo la Rivoluzione russa, questo senso d'insicurezza si mescolò con l'ideologia comunista e con la segretezza e la cospirazione proprie degli orientali.
Il comportamento sovietico nell'assetto mondiale, sostenne Kennan, dipendeva principalmente dalle necessità interne del regime di Iosif Stalin; secondo Kennan, Stalin aveva bisogno di un mondo ostile per legittimare il proprio dominio autocratico. Stalin aveva così usato il marxismo-leninismo come
«...una giustificazione per l'istintiva paura dell'Unione Sovietica nei confronti del mondo esterno, e per la dittatura senza la quale essi non saprebbero come governarsi... per i sacrifici che gli vengono chiesti... Oggi essi non possono farne a meno. È la foglia di fico della loro rispettabilità morale e intellettuale.»
La soluzione, secondo l'opinione di Kennan, era rafforzare le istituzioni dei paesi occidentali con lo scopo di renderli inattaccabili dalla sfida sovietica in attesa dell'eventuale collasso del regime sovietico.
Questo dispaccio portò Kennan all'attenzione del Segretario della Marina James Forrestal, un difensore, all'interno della cerchia dei collaboratori di Truman, della strategia della linea dura nelle relazioni con i sovietici. Forrestal fece in modo di avere Kennan a Washington e lo spinse affinché pubblicasse l'articolo X. Dopo il suo ritorno a Washington, Kennan divenne capo del nuovo staff di pianificazione politica del Dipartimento di Stato, posizione che tenne dall'aprile 1947 fino al dicembre 1949.
Nel frattempo, nel marzo del 1947, Truman apparve di fronte al Congresso degli Stati Uniti e usò i suggerimenti di Kennan presenti nel suo "lungo telegramma" come base per quella che sarebbe stata la dottrina Truman. «Io credo - disse Truman - che dovrebbe essere parte della politica degli Stati Uniti aiutare i popoli liberi che resistono al tentativo di soggiogamento da parte di minoranze armate o di pressioni dall'esterno».

#### "X"
Diversamente dal "lungo telegramma", l'atteso articolo di Kennan apparso nel luglio del 1947 e pubblicato da Foreign Affairs sotto lo pseudonimo di "X," e intitolato Le origini della Condotta Sovietica, non esordì enfatizzando la tradizionale insicurezza Russa. Esso invece asseriva che la politica di Stalin era il frutto della combinazione della ideologia marxista-leninista, che si appellava alla rivoluzione per sconfiggere le forze capitaliste nel mondo esterno, e la determinazione di Stalin nell'usare la nozione di "accerchiamento capitalistico" come giustificazione ideologica della sua irreggimentazione della società sovietica che gli aveva permesso di consolidare il suo potere personale. Kennan sminuì il supposto "accerchiamento capitalistico", omettendo prova del contrario, come l'intervento alleato nella guerra civile russa tra il 1918 e il 1920 e il tentativo degli Stati Uniti di isolare i sovietici a livello internazionale negli anni venti. Kennan affermava che Stalin non avrebbe mai diminuito la pressione per rovesciare i governi occidentali. Così,
«... l'elemento principale della politica degli Stati Uniti nei confronti dell'Unione Sovietica deve essere un lungo, paziente ma fermo e vigile contenimento delle tendenze espansioniste russe... la pressione sovietica contro le istituzioni libere del mondo occidentale è qualcosa che può essere contenuto dall'abile e vigile applicazione di contromisure che rispondano alle manovre politiche dei sovietici».
Gli Stati Uniti avrebbero dovuto intraprendere quest'opera di contenimento da soli e in maniera unilaterale, ma se ciò poteva essere fatto senza pregiudicare la stabilità economica e politica del paese, la struttura stessa del partito sovietico avrebbe vissuto un periodo di immensa tensione che avrebbe portato «... o alla fine improvvisa o alla graduale dissoluzione del potere sovietico.»
La pubblicazione dell'articolo di X presto scatenò uno dei più intensi dibattiti durante il periodo della guerra fredda. Walter Lippmann, un noto e influente giornalista e commentatore statunitense di politica estera, favorevole alle proposte di disimpegno in Germania, criticò aspramente l'articolo di "X". Nel frattempo, si sparse la voce che il fantomatico "X" altri non era che Kennan, recentemente divenuto capo dello Staff di Pianificazione Politica del Dipartimento di Stato. Questa rivelazione diede all'articolo di "X" la veste di documento ufficiale della politica dell'amministrazione Truman nei confronti di Mosca.
Tuttavia non era nelle intenzioni di Kennan fare dell'articolo di "X" una previsione onnicomprensiva della politica futura statunitense. Per il resto della sua vita, Kennan continuò a ripetere che l'articolo non implicava come conseguenza automatica la resistenza all'espansionismo sovietico ovunque esso si manifestasse, senza fare distinzioni fra interessi primari e secondari. In aggiunta, l'articolo non chiariva che Kennan preferiva l'utilizzo di metodi politici ed economici piuttosto che militari come agenti principali di contenimento. «I miei pensieri sul contenimento - scrisse Kennan - vennero di certo distorti da chi li comprese e li perseguì esclusivamente dal punto di vista militare.»
Occorre aggiungere che l'amministrazione Truman non chiarì mai all'opinione pubblica la distinzione tra l'influenza sovietica e quella del movimento internazionale comunista. «In parte, questo atteggiamento rifletteva il punto di vista di molte persone a Washington - scrive lo storico John Lewis Gaddis - secondo le quali solo una minaccia indifferenziata globale poteva scuotere gli americani dalle loro tendenze isolazioniste che rimanevano latenti».
In una recente intervista televisiva sul fraintendimento del contenuto del suo articolo di "X" fatta da David Gergen, Kennan ha ripetuto che egli non considerava e non indicava i sovietici unicamente come una minaccia militare. "Non erano paragonabili a Hitler", ha affermato Kennan. Dal suo punto di vista la distorsione delle sue affermazioni
«... veniva da una frase del suo articolo dove dissi che qualora queste persone, intendendo dire i leader sovietici, si fossero confrontati con noi in maniera ostile in qualunque posto del mondo, noi avremmo dovuto fare il possibile per contenerli e non lasciarli espandere ulteriormente. Avrei dovuto però spiegare che non sospettavo i sovietici di progettare un attacco contro di noi. La guerra era appena finita, ed era assurdo supporre che essi avrebbero attaccato gli Stati Uniti. Non pensavo di dover spiegare una cosa del genere, ma ovviamente avrei dovuto farlo.»
Kennan e i suoi collaboratori speravano di provocare una divisione tra l'Unione Sovietica e il resto del mondo comunista. A quel tempo egli aveva la convinzione che si potessero creare due blocchi all'interno del mondo comunista, un blocco dominato dall'Unione Sovietica e l'altro da tutti quei paesi che rifiutavano la leadership sovietica o ne dissentivano. A sua volta, questa divisione avrebbe reso possibile un ritiro pacifico degli eserciti statunitensi e sovietici dalle posizioni tenute a partire dalla seconda guerra mondiale.

#### Influenza sotto Marshall
Tra l'aprile 1947 e il dicembre 1948, quando George C. Marshall era segretario di Stato, Kennan ebbe il suo maggior periodo d'influenza sulla politica estera americana. Marshall valutò la sua visione strategica e creò e guidò ciò che veniva chiamato Policy Planning Staff, un think tank all'interno del Dipartimento di Stato. Kennan ne divenne il primo Direttore. Marshall contò fortemente su di lui, insieme con gli altri membri del suo staff, per preparare le raccomandazioni politiche.
Come un architetto intellettuale del Piano Marshall, Kennan aiutò il lancio del pilastro del contenimento politico e economico sovietico.
Nel 1952 Kennan fondò una casa editrice, la Chekhov Publishing House, con sede a New York, per la pubblicazione di libri in lingua russa. Essa svolse un ruolo significativo per la diaspora russa della seconda emigrazione sovietica. Nel 1957 vinse il Premio Pulitzer per la storia con la sua opera Russia Leaves the War: Soviet-American Relations, 1917–1920.

#### Ambasciatore in Jugoslavia
Kennan tornò al servizio del governo dal 1961-1963, durante l'amministrazione Kennedy, in qualità di ambasciatore statunitense in Jugoslavia. Un'altra breve occasione di ritorno in servizio gli si presentò nel 1967, quando fu incaricato d'incontrare in Svizzera Svetlana Alliluyeva, figlia di Iosif Stalin, contribuendo a persuaderla a rifugiarsi negli Stati Uniti.

## Riconoscimenti
- Premio Bancroft, conferitogli nel 1957 per l'opera Russia Leaves the War.
- Premio Pulitzer per la biografia e autobiografia, assegnatogli nel 1968 per la sua autobiografia Memoirs. Curiosamente fu proprio la sua biografia George F. Kennan: An American Life, scritta nel 2011 dallo storico statunitense John Lewis Gaddis, a valere al suo autore il medesimo riconoscimento nel 2012.

## Pubblicazioni
- American Diplomacy, 1900-1950 (1951) ISBN 0-226-43147-9
- Realities of American Foreign Policy (1954) ISBN 0-393-00320-5
- Russia Leaves the War (1956) ISBN 0-691-00847-7
- The Decision to Intervene (1958) ISBN 0-393-30217-2
- Russia, the Atom, and the West (1958)
- Russia and the West under Lenin and Stalin (1961) ISBN 0-316-48849-6
- Memoirs, 1925-1950 (1967) ISBN 0-394-71624-8
- From Prague after Munich: Diplomatic Papers, 1938-1940 (1968) ISBN 0-691-05620-X
- The Marquis de Custine & His "Russia in 1839" (1971) ISBN 0-691-05187-9
- Memoirs, 1950-1963 (1972) ISBN 0-394-71626-4
- Cloud of Danger (1978) ISBN 0-09-132140-9
- The Decline of Bismarck's European Order: Franco-Russian Relations, 1875-1890 (1979) ISBN 0-691-05282-4
- The Nuclear Delusion: Soviet-American Relations in the Atomic Age (1982) ISBN 0-394-52946-4
- The Fateful Alliance: France, Russia, and the Coming of the First World War (1984) ISBN 0-394-72231-0
- Sketches from a Life (1989) ISBN 0-394-57504-0
- Around the Cragged Hill: A Personal and Political Philosophy (1993) ISBN 0-393-31145-7
- At a Century's Ending: Reflections 1982-1995 (1996) ISBN 0-393-31609-2
- An American Family: The Kennans--The First Three Generations (2000) ISBN 0-393-05034-3